# John F. Haught
John F. Haught, amerikansk katolsk teolog, professor vid Georgetown University. Specialiserad på relationen mellan teologi och naturvetenskap, speciellt inom frågor som rör evolutionsteorin.